# Maddalena (Dogaressa)
Maddalena, vielleicht Maddalena Contarini († 1373 in Venedig), gelegentlich auch Maddelena genannt, war durch die Ehe mit dem Dogen Bartolomeo Gradenigo von seiner Wahl am 7. November 1339 bis zu seinem Tod am 28. Dezember 1342 über drei Jahre lang Dogaressa der Republik Venedig.

## Leben

### Herkunft, Ehe
Bartolomeo Gradenigo war (nach Franco Rossi, der sich auf Marco Barbaro und andere beruft) in erster Ehe mit einer Frau aus der Familie Cappello verheiratet, mit der er eine Reihe von Kindern hatte. Dieser Auffassung war 1887 auch schon Pompeo Gherardo Molmenti. Erst danach heiratete Gradenigo in zweiter Ehe Maddalena, ‚fast sicher eine Contarini‘. Nach Rossi soll er in dritter Ehe mit der älteren Schwester Andrea Dandolos, seines Nachfolgers im Amt, verheiratet gewesen sein.
Maddalenas Testament jedoch, das sie nach über vierzigjähriger Witwenschaft am 10. Februar 1373 diktierte – sie muss also recht jung geheiratet haben – ist erhalten. Durch diese Quelle gilt sie als Dogaressa nachgewiesen. Durch das Testament gilt zudem der (Vor-)Name der Dogaressa als gesichert, die Verwandtschaft zu den Contarini ist naheliegend, aber nicht gesichert.
Bei den mindestens acht Söhnen ist die Frage, wer die jeweiligen Mütter waren, nicht zu beantworten, wahrscheinlich stammten sie aus der ersten Ehe (Rossi), Marco Barbaro hingegen hielt sie allesamt für Kinder Maddalenas. Hurlburt glaubt, sie habe keine Kinder gehabt. Über acht der Söhne ist mehr bekannt: Bertucci, der älteste Sohn, wurde 1328 Rettore von Chioggia, starb allerdings bereits vor dem Vater. Giovanni durchlief mit großem Erfolg seinen cursus honorum in politischen, militärischen und diplomatischen Funktionen. Von Almorò oder Ermolao ist bekannt, dass er 1356 unter den 41 Elektoren bei der Wahl des Giovanni Dolfin zum Dogen war. Von Marco und Luca sind nur die Namen bekannt, während Pietro Conte von Traù im Jahr 1355 war und er an der Dogenwahl von 1361 teilnahm – wenn auch ohne Erfolg. Nicolò verhandelte 1348 am Hof Ludwigs von Ungarn und wurde mehrfach in Sonderkommissionen gewählt. Antonio schließlich war Conte von Arbe im selben Jahr 1348.

### Witwenschaft und Testament (ab 1342, 1373)
In ihrem letzten Willen verfügt sie Anfang 1373 die Errichtung eines Grabmals in der Frari-Kirche, für den Fall, dass sie nicht im Grabmal ihres Neffen (?) Giacomo Contarini beigesetzt werden könne.